# Cosmismo

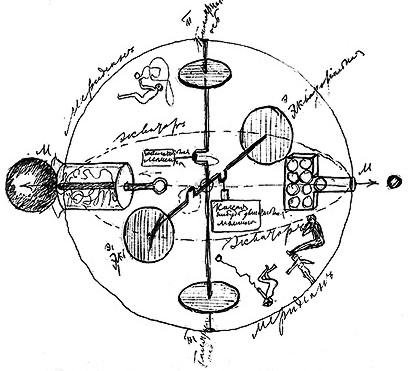
Progetto di nave spaziale ad opera di Konstantin Ciolkovskij (1883)

Il cosmismo (in russo космизм? kosmizm) è una corrente filosofica sviluppatasi in Russia a partire dall'Opera comune di Nikolaj Fëdorov (1829-1903).
Per Svetlana Semёnova (1941—2014), che è stata la più importante studiosa del cosmismo, la caratteristica principale di questa corrente filosofica è l’idea di “evoluzione attiva” o “evoluzione autodiretta” della razza umana. Per George M. Young, uno dei più autorevoli studiosi occidentali sul tema, il contributo più importante offerto dai cosmisti russi è quello di una visione ottimista sui destini e le potenzialità sconfinate dell’umanità, una mirabile fede nell’evoluzione e nello sviluppo inevitabili della conoscenza umana. Per Michael Hagemeister, prestigioso studioso occidentale della storia intellettuale russa, gli aderenti del cosmismo credono che gli uomini siano destinati a diventare un fattore decisivo nell’evoluzione cosmica, conquistando, trasformando e perfezionando l’universo, sconfiggendo la malattia e la morte, e infine generando una razza umana immortale.
Storicamente è con il lavoro culturale di Aleksandr Gorskij (1886-1943) e Nikolaj Setnitskij (1888-1937) che ebbe inizio la transizione dal fёdorovismo puro al cosmismo, un movimento che avrebbe ampliato l'”opera comune” di Fёdorov e che al tempo stesso se ne sarebbe allontanato in molteplici direzioni. Gorskij e Setnitskij analizzarono nelle loro pubblicazioni l'influenza di Fёdorov su Dostoevskij, Tolstoj, Solov’ёv, e collegarono l’ “opera comune” ai principali sviluppi intellettuali e culturali del XX secolo, in Russia e nel mondo.
Il termine cosmismo applicato a tale ambito non compare nella letteratura italiana prima della metà degli anni novanta del XX secolo, benché il termine "cosmismo" fosse già utilizzato in italiano almeno dalla prima metà del XIX secolo, prevalentemente col significato di "umanesimo cosmico". Un riferimento diretto a questa corrente filosofica è anche quello dell'antropocosmismo, principio fondamentale del sistema olistico filosofico del filosofo-scienziato russo Valerij Sagatovskij, in aggiunta al quale il filosofo Raimon Panikkar ha coniato il termine «cosmoteandrismo» a indicare che la dimensione del cosmo non può essere compresa senza un rimando a quella dell'uomo e insieme di Dio.

## Introduzione al cosmismo
Con il termine “Cosmismo”, coniato verso gli anni settanta del XX secolo, s'indica un vasto movimento culturale nato e sviluppatosi in Russia a cavallo tra il XIX e il XX secolo. Una corrente che unisce filosofi, scienziati ed artisti, che amalgama elementi radicati nella tradizione spirituale dell'anima russa con la scienza e la tecnica occidentale moderna. Una corrente sorprendentemente creatrice, fertile ed eclettica, che è stata capace di partorire ed influenzare alcune delle più importanti personalità russe del Novecento, cresciuto in quell'humus culturale unico da cui è germogliata anche l'altra grande rivoluzione del tempo, l'‘assalto al cielo’ del bolscevismo, influenzandosi reciprocamente. Durante il periodo sovietico, specialmente nei primi anni rivoluzionari, questa corrente scientifico-filosofica-religiosa riceverà la stima, l'appoggio e l'entusiasmo non solo nella ristretta cerchia dei ricercatori scientifici ma anche di personalità politiche che a volte sopprimendo, a volte alimentando una tendenza che parve quasi occultista, se ne resero in qualche modo protagonisti. Con la progressiva affermazione e solidificazione del regime sovietico ad opera di Stalin però, la componente spirituale e religiosa del movimento nato dall'"opera comune" di Nikolaj Fëdorov che lo aveva improntato di un'innegabile carica religiosa, verrà sempre più bollata come "reazionaria" e non compatibile con il materialismo dialettico dell'ideologia ufficiale sovietica, e finirà per essere sempre più emarginata mentre i suoi aperti sostenitori perseguitati. Come riferisce Solzenicyn, nella metà degli anni trenta del XX secolo, Fëdorov era diventato in URSS una delle "non persone" le cui idee erano cadute in disgrazia. Alla fine degli anni trenta, anche se si realizzeranno alcuni progetti ad essi ispirati senza che ciò fosse riconosciuto, Fëdorov e le sue idee, nonché i suoi seguaci, erano ancora discussi in privato, mentre in pubblico non se ne poteva sussurrare. Rimarrà quindi in auge solo la componente più strettamente tecnica del movimento cosmista, che sboccerà anni più tardi nei trionfi del programma spaziale sovietico nato dalle intuizioni del cosmista Konstantin Ciolkovskij, il quale subirà comunque anch'egli una indiretta censura per quella parte dei suoi lavori non strettamente scientifici e tecnici. Sarà solo negli anni a cavallo tra la fine degli anni '70 e l'inizio degli anni '80, e con la perestrojka, che in URSS si potrà gradualmente ritornare a parlare apertamente di cosmismo, grazie in particolare al lavoro di Svetlana Semёnova, fondatrice della Biblioteca del Museo N.F. Fëdorov a Mosca.
In una sua preziosa antologia del pensiero cosmista pubblicata nel 1993, Semёnova, ritenuta ad oggi la principale studiosa del movimento, identificava l'idea centrale del cosmismo nell'“evoluzione attiva” (o evoluzione autodiretta): "Evitare di ampliare la definizione di questa corrente filosofica tanto da renderla indefinita e difficile da utilizzare è possibile se, sin dall'inizio, si designa un rapporto con il mondo in gran parte nuovo, contraddistinto da un preciso marcatore genetico, ovvero l'idea di evoluzione attiva, la necessità – cioè – di una nuova fase dello sviluppo consapevole del mondo, quando l'umanità lo indirizza su un percorso determinato dalla ragione e dal sentimento morale, quando l'uomo prende, per così dire, la ruota dell'evoluzione nelle sue mani… L'uomo, per i pensatori dell'evoluzione attiva, è un essere in transizione, in un processo di crescita, ben lungi dall'essere completo, ma è anche un essere consapevolmente creativo, chiamato a dominare non solo il mondo esterno, ma anche la propria natura interiore".
Per George M. Young, i temi principali nel pensiero cosmista comprendono il ruolo attivo dell’uomo nell'evoluzione umana e cosmica; la creazione di nuove forme di vita, tra cui un nuovo livello dell'umanità; l'estensione illimitata della longevità umana ad uno stato praticamente immortale; la resurrezione fisica dei morti; una seria ricerca scientifica in materie a lungo considerate idonee solo per la fantascienza, l'occulto e la letteratura esoterica; l’esplorazione e la colonizzazione dell'intero universo; la comparsa sulla nostra biosfera di un nuovo ambito del pensiero umano chiamato ‘noosfera'; ed altri ‘progetti’ di ampia portata: alcuni dei quali non ci appaiono ora più impossibili o folli di come lo erano quando furono inizialmente proposti alla fine del XIX e all’inizio del XX secolo”.
Dalle originali idee di Fëdorov si è quindi sviluppato con il tempo e ramificato in più direzioni il movimento cosmista. Sia Svetlana Semёnova che George M. Young sono pressoché concordi nell'individuare nelle seguenti personalità russe i principali esponenti del cosmismo: tra i 'cosmisti religiosi' si trovano Vladimir Solov’ёv (1853-1900), Sergej Bulgakov (1871-1944), Pavel Florenskij (1882-1937) e Nikolaj Berdjaev (1874-1948); tra i 'cosmisti scientifici' troviamo Konstantin Ciolkovskij (1857-1935), Vladimir Vernadskij (1863-1945), Aleksandr Cizevskij (1897-1964), Vasilij Kuprevic (1897-1969); gli stretti seguaci di Fëdorov, Nikolaj Peterson (1844-1919), Vladimir Kozevnikov (1852-1917), Aleksandr Gorskij (1886-1943), Nikolaj Setnitskij (1888-1937), Valerian Murav'ev (1885-1932), Vasilij Cekrygin (1897-1922).
Per i più importanti studiosi accademici di questa corrente filosofica, i tre personaggi del cosmismo giudicati fondamentali per comprenderlo sono, oltre al capostipite Nikolaj Fëdorov, Konstantin Ciolkovskij e Vladimir Vernadskij.

### Nikolaj Fёdorov e l'"opera comune"

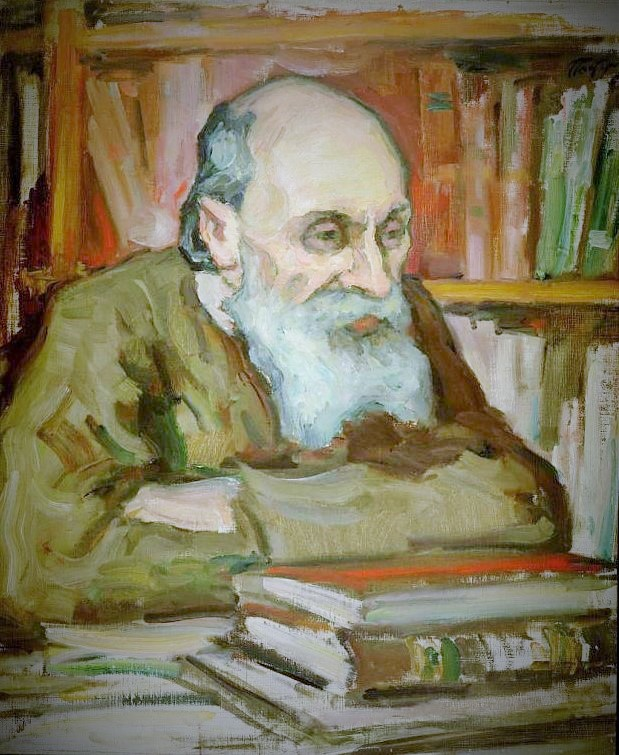
Nikolaj Fëdorov ritratto da Leonid Pasternak

È considerato il fondatore del pensiero cosmista.
"Pensatore enigmatico", come lo definì Bulgakov, fu filosofo, scrittore e bibliotecario che destò l'interesse e l'ammirazione dei grandi protagonisti della letteratura russa come Vladimir Sergeevič Solov'ëv, Fëdor Dostoevskij, Lev Tolstoj e che fu anche noto negli ambienti scientifici per la sua dottrina basata su un'incrollabile fiducia nel progresso delle scienze che, a suo parere, non solo avrebbero rigenerato il mondo impedendo per sempre l'avvento dei disastri naturali ma sarebbero riuscite a sconfiggere la morte attuando la resurrezione degli antenati. La sua tesi, basata su un profondo senso religioso, radicato nella spiritualità del cristianesimo ortodosso, venne delineata nel libro Философия общего дела (Filosofija obščego dela) (La filosofia dell'opera comune, 2 voll., postumi, 1906-13) dove Fëdorov sosteneva che la filosofia dovesse abbandonare il campo puramente speculativo e diventare una pratica «proiettiva» che si servisse della conoscenza per elaborare un «progetto d'un mondo migliore» dove, attraverso un'«opera comune e universale» di resurrezione degli antenati, dei padri da parte dei figli, si ponesse fine al dominio della forza cieca della natura sugli uomini, alla guerra fratricida, alle ingiustizie.

Per Fëdorov: 
Per l'"opera comune" di Fëdorov il principale nemico da abbattere è la morte, "nemico laico" dello sviluppo umano. La resurrezione dei padri, radicata nell'esempio della resurrezione di Cristo, sarà compiuta dai "figli", realizzata con mezzi scientifici grazie al quale verrà acquisito il potere assoluto sulla Natura, che giungerà a consentire l'"opera comune" (o il "compito comune", o la "causa comune") dell'umanità per la resurrezione dei propri antenati, l'immortalità e la colonizzazione dell'Universo. Importante sottolineare che per Fëdorov la Natura non è un nemico eterno, ma solo provvisorio, che si tratta quindi di correggere quelle forze cieche e distruttive della Natura che tengono in ostaggio l’uomo, facendolo soffrire e morire; l’approccio non è quindi di tipo predatorio e sfruttatore, come in quel capitalismo contro cui tanto si scaglia Fëdorov, ma amorevolmente regolativo, ricreativo.
Il cristianesimo di Fëdorov è un cristianesimo attivo, forte, maschile, un cristianesimo dell’azione, per diventare più simili a Dio. Per Fëdorov una radicale evoluzione attiva dell’umanità è la volontà di Dio. Questo approccio teandrico affonderebbe per certi tratti le sue radici, secondo Gino Piovesana, nelle dottrine dei Padri orientali nisseni. Il "supramoralismo", un termine coniato ed usato spesso da Fëdorov, è per lui sinonimo del più grande comandamento cristiano, quello cioè di diventare perfetti come il Padre che è nei cieli, che chiama i figli al compito della ricreazione e della resurrezione così che l’umanità possa infine diventare essa stessa una forza celeste capace di regolare i mondi dell’Universo.
L’ “opera comune” della resurrezione dei padri è per Fëdorov un comandamento divino all’uomo (“Triuno è il solo Dio, e la risurrezione è il suo comandamento”) inscritto nel modello della resurrezione di Cristo (uno dei passi evangelici preferiti da Fëdorov era quello di Giovanni: ‘In verità, in verità vi dico: colui che crede in me, compirà anche le opere che io compio, e ne farà di più grandi’). Per rendere concretamente pensabili la resurrezione dei padri e l’immortalità occorre, per Fëdorov, che l’uomo stesso superi i suoi limiti intrinseci, determinati dal tipo di esistenza a cui è abituato, per lo più parassitaria e passiva, corrispondente ad uno stadio infantile dello sviluppo del genere umano. La completa ricreazione dell’ “opera comune” non consiste quindi semplicemente nel far risuscitare coloro che prima erano vivi nella loro natura materiale precedente, ma nella trasformazione radicale di quest’ultima, come anche della natura stessa di coloro che risuscitano, che deve diventare funzionalmente e organicamente un’altra, subordinata alla coscienza, regolabile, animata. A tal fine occorre che l’uomo, diventando finalmente adulto, impari a costruire e a ricreare se stesso dalla materia circostante (autotrofismo, un concetto che sarà ripreso anche da Vladimir Vernadskii) cosa che gli permetterà anche di poter regolare e abitare gli spazi galattici.
Durante la vita del filosofo i suoi pochi scritti ebbero scarso successo e furono incompresi dal grande pubblico. La riscoperta del suo pensiero avvenne negli anni precedenti e seguenti alla rivoluzione del 1917. È probabile che l'"opera comune" abbia influenzato anche ideologi del bolscevismo come Aleksandr Bogdanov (1873-1928) e Anatolij Lunačarskij (1875-1933) (per dodici anni ministro sovietico della cultura). Ma presto, con il saldarsi della dittatura sovietica, il pensiero di Fëdorov sarà giudicato reazionario e quindi emarginato e i suoi seguaci perseguitati. Se pur nel pensiero di Fëdorov vi erano infatti avveniristiche idee tecnico-scientifiche che potevano esercitare un’indubbia attrazione al primo “prometeismo” comunista, queste idee erano così inestricabilmente legate ad altre giudicate reazionarie dal regime, da diventare presto intollerabili. Pericolose idee reazionarie incompatibili con l’ideologia ufficiale del materialismo dialettico staliniano non potevano che essere la fede, l’ispirazione e il costante richiamo di Fëdorov per tutta la sua “opera comune” ad un “cristianesimo attivo”, alla tradizione, agli antenati (i “padri”), all’autocrazia russa, la sua serrata critica al consumismo, al socialismo e ad un progresso materialista completamente svincolato da un impegno spirituale dell’uomo alla fratellanza e alla resurrezione dei padri, come insegnato da Cristo, da un “opera comune” intesa come un immenso e grandioso compito affidato da Dio all’uomo. Sarà solo negli anni a cavallo tra la fine degli anni '70 e l'inizio degli anni '80', e con la perestrojka, che in URSS si potrà gradualmente ritornare a parlare apertamente di cosmismo, grazie in particolare al lavoro di Svetlana Semёnova.

### Konstantin Ciolkovskij e la cosmonautica russa
Konstantin Ciolkovskij (1857-1935), il padre della cosmonautica, riteneva che la felicità consistesse nell'assenza di qualsiasi forma di sofferenza nell'intero universo e teorizzò per primo la costruzioni di navi spaziali al fine della colonizzazione del sistema solare per poi lasciare quest'ultimo alla volta di "altri soli", quando la nostra stella avesse esaurito il suo ciclo vitale. Tutto ciò fu teorizzato e sistematizzato in un programma in sedici precisi "punti" ("Piano di Esplorazione Spaziale").

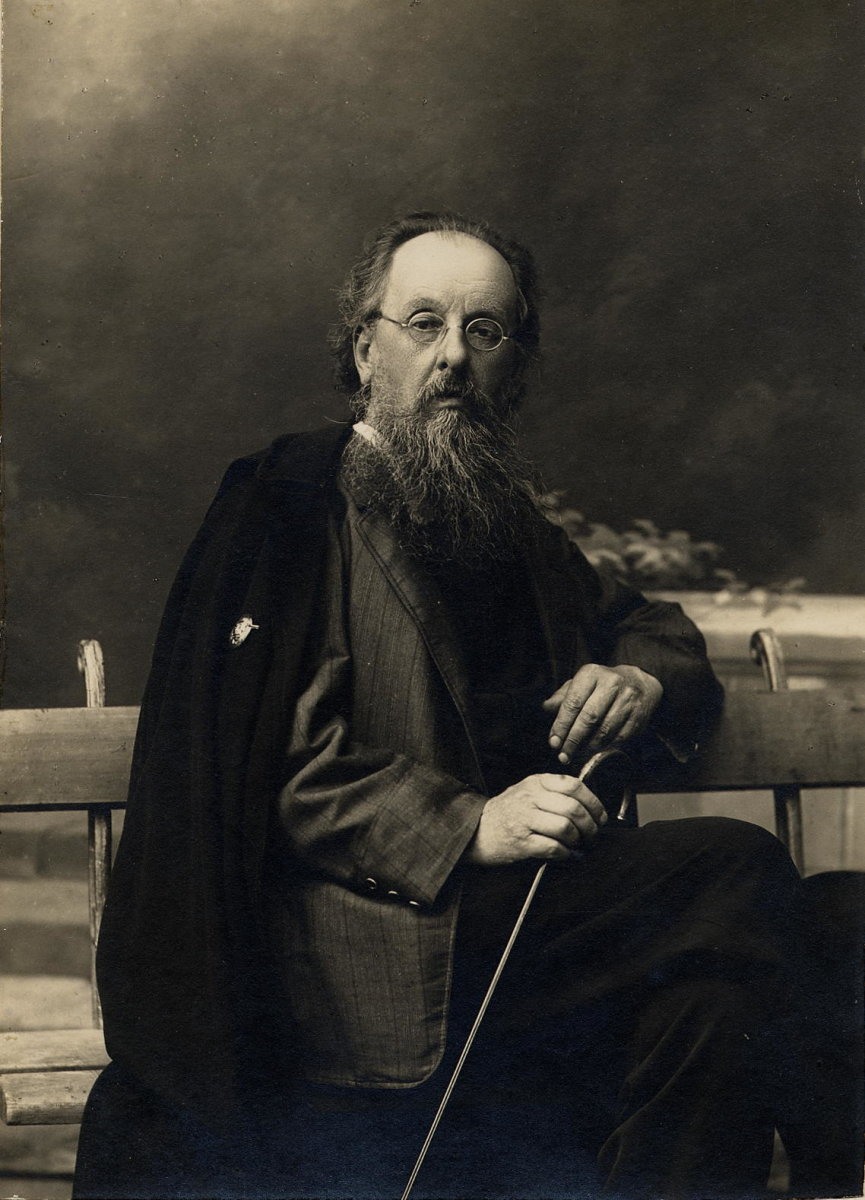
Konstantin Ciolkovskij

Una sua frase, scritta agli inizi del Novecento, è rimasta celebre: 
Teorizzò molti aspetti del volo spaziale e della propulsione missilistica. Viene considerato il padre del volo spaziale umano e il primo uomo a concepire l'ascensore spaziale. La sua opera più famosa: “L'esplorazione dello spazio cosmico per mezzo di motori a reazione", pubblicata nel 1903, è considerata il primo trattato accademico sulla missilistica. Il suo lavoro influenzò più tardi gli scienziati missilistici di tutta Europa, e fu anche studiato dagli statunitensi nei decenni del 1950 e del 1960 mentre tentavano di comprendere i primi successi dell'Unione Sovietica nel volo spaziale. L'equazione di base per la propulsione a razzo, l'equazione del razzo di Ciolkovskij, fu a lui dedicata.
Ciolkovskij scriveva regolarmente di una nuova cultura spaziale e cosmica che attendeva l’umanità; i primi razzi progettati erano per lui solo l’inizio di una grande avventura di esplorazione e conquista del cosmo. Oltre che scienziato di fama internazionale, fu prolifico scrittore di saggi filosofici e di fantascienza con i quali cercava di stimolare l’immaginazione dei giovani; sempre per questo scopo di incoraggiamento della fantasia, che riteneva alla base di qualunque lavoro scientifico, fu collaboratore di uno dei primi film della storia dedicati ai viaggi spaziali.
Ciolkovskij era favorevole all’eugenetica, all’evoluzione attiva del genere umano e credeva che il perfezionamento dell’umanità non avesse fine. Gli uomini dotati di genio ed intelligenza dovevano essere messi nei posti di comando della società per guidarla verso mete di sempre maggiore felicità e perfezionamento mentre fino ad oggi sono stati quasi sempre trascurati e messi da parte quando erano in vita (teorie sviluppate nel suo libro “Dolore e geni” del 1916). Seguendo questo ragionamento egli non escludeva che altri esseri, nell’universo, avessero già raggiunto un grado di perfezione ben superiore a quello attuale dell’uomo: ciò lo portava ad andare oltre al materialismo tanto in voga al suo tempo e ad aprirsi ad orizzonti spirituali inediti.
Ancora adolescente Ciolkovskij conobbe Fëdorov alla biblioteca di Mosca. E la biblioteca divenne per tre anni la sua università. Fëdorov, comprendendo il talento del giovane Ciolkovskij, orientò le sue letture e la sua formazione da autodidatta nei campi scientifici e tecnici. Secondo lo stesso Ciolkovskij, Fëdorov fu per lui un vero e proprio maestro universitario. Non si sa con certezza se i due abbiano parlato tra di loro anche dei viaggi spaziali; Ciolkovskij negò a suo tempo di averne parlato con Fëdorov ma questo fu fatto forse per evitare i sospetti del regime sovietico sui suoi lavori spaziali. Secondo il critico letterario e memorialista Viktor Sklovskij, fu infatti Fëdorov a incoraggiare il giovane Ciolkovskij a sviluppare un serio interesse nei viaggi spaziali durante un curioso episodio in biblioteca nel quale il vecchio bibliotecario passò al giovane Ciolkovskij, all’epoca già mezzo sordo, un bigliettino nel quale era scritto: “Io ti aiuterò a studiare matematica, e tu aiuterai l’umanità a costruire razzi, così che saremo finalmente in grado di conoscere qualcosa di più della Terra, e potremo anche osservarla”.
Ciolkovskij morì nel 1935 e i suoi funerali si svolsero in una gremita Piazza Rossa.
Davanti al monumento ai “Conquistatori dello spazio”, eretto a Mosca nel 1964, campeggia una statua a lui dedicata.
Il cosmismo accompagnò quindi tutta l'avventura sovietica della conquista dello spazio e ne fu all'origine: Vladimir Odoevskij, annoverato tra i precursori del cosmismo russo sia da Svetlana Semёnova che George M. Young, predisse che l'umanità avrebbe raggiunto la Luna per utilizzarne le risorse minerarie.

### Vladimir Vernadskij e la noosfera

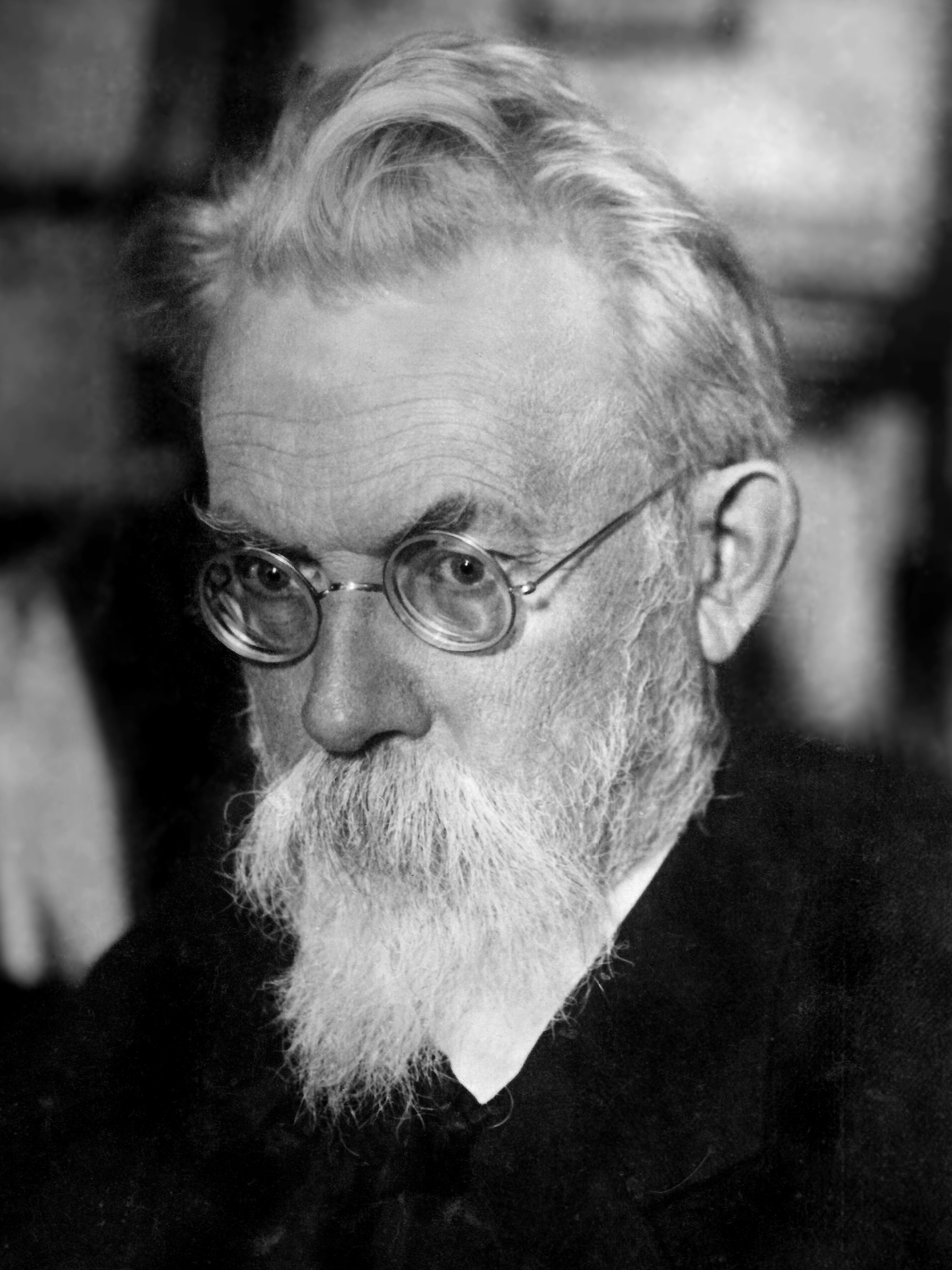
Vladimir Vernadskij

Vladimir Vernadskij (1863-1945) fu il fondatore del concetto di noosfera (o "spazio del pensiero") che ha avuto poi tanta fortuna futura spaziando dai campi dell'ecologia, alla cibernetica e ad Internet. Il concetto di noosfera influenzò anche filosofi come Henri Bergson, Édouard Le Roy ed il gesuita Padre Teilhard de Chardin.
I suoi studi si concentrarono in particolare sull'interazioni tra l'uomo e la biosfera, rilevando la forza geologica ormai assunta dal genere umano attraverso la sua azione più importante e peculiare, quel pensiero e quell'azione scientifica ormai di raggio planetario che stavano radicalmente modificando il pianeta Terra facendolo transitare dalla biosfera alla noosfera. I suoi studi non si limitarono quindi strettamente ai campi delle discipline, di cui fu padre fondatore, della geochimica, della biogeochimica e della radiogeologia, ma interessarono anche l'approfondimento della scienza e del pensiero scientifico nel suo complesso: strenuo difensore della scienza e della sua etica durante gli anni buoi della repressione staliniana, Vernadskij era convinto, con tenace ottimismo, che la sua diffusione planetaria fosse inevitabile perché strettamente connaturata alla storia milionaria dell’evoluzione della Terra e dell’uomo. Al pari di Fëdorov e Ciolkovskij era convinto che il corso dell'evoluzione avrebbe condotto l'uomo attraverso una fase autotrofica: l'esaurimento delle risorse naturali non avrebbe permesso all'umanità di continuare a vivere come vive attualmente, fino a quando, in futuro, essa avrebbe dovuto trasformarsi radicalmente o perire in una biosfera estremamente degradata. La soluzione verrà trovata da una scienza molto più progredita di quella presente, attraverso la capacità acquisita di modificare la composizione fisica e chimica della costituzione umana in modo da permettere agli umani eterotrofi di trasformarsi in umani autotrofi, capaci di alimentarsi di aria e di sole come fanno alcune piante e certi batteri, invece che di materia vivente.
Ancorato, come tutti i cosmisti, in una profonda fede nelle potenzialità sconfinate dell'uomo, credeva che i confini del pianeta Terra fossero ormai troppo stretti all'uomo del XX secolo e che scenari fantascientifici si aprissero sul suo orizzonte:
Onorato nella sua epoca come brillante scienziato, Vernadskij è oggi considerato simbolo del pensatore scientifico, precursore dell’ambientalismo, esempio di onestà, dignità e rettitudine.

### Aleksandr Skrjabin

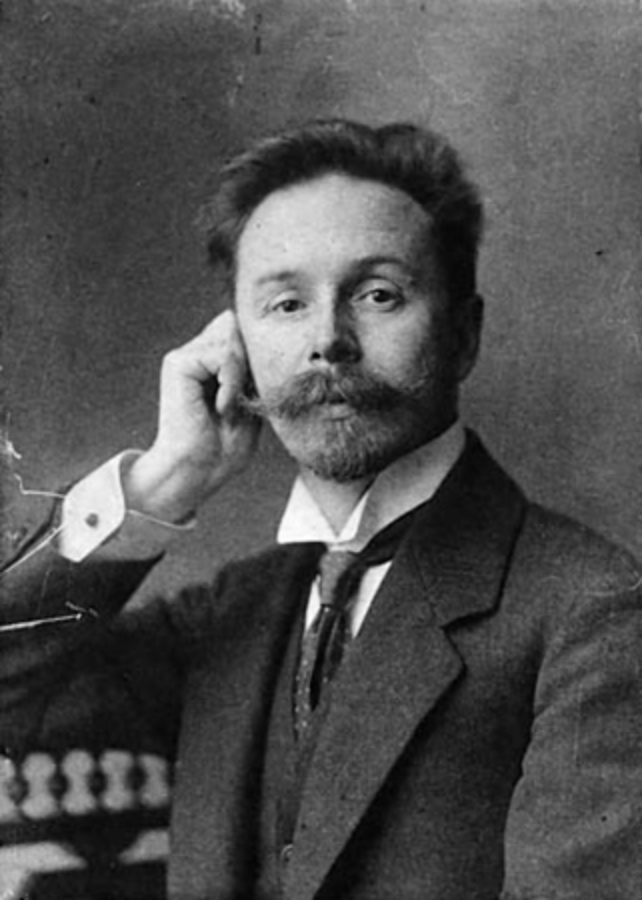
Aleksandr Skrjabin

Aleksandr Nikolaevič Skrjabin, che si ispirò alle idee cosmiste russe del suo tempo, cercò di unire l'umanità per un compito comune, proprio come Fyodorov. Egli può essere considerato il membro più rappresentativo del ramo artistico del cosmismo russo. La visione di Scrjabin era quella di utilizzare mezzi artistici per raggiungere fini cosmisti. La sua visione artistica, che si fondava sulla filosofia e sulla spiritualità, può essere osservata più chiaramente nel suo progetto Mysterium.

## Cosmismo eTeurgia prometeica
Un certo elemento religioso che ha caratterizzato il cosmismo ha avuto un qualche peso anche nell'ambito della propaganda e dei sogni del partito bolscevico, soprattutto nei primi anni rivoluzionari, più fluidi da un punto di vista ideologico, dove lo spirito prometeico e le diverse e spesso contrastanti attese palingenetiche che dominavano l’ambiente prerivoluzionario hanno cercato di affermarsi, spesso a scapito l’una dell’altra. Lo specialista americano di filosofia russa e sovietica, George L. Kline, ha definito come “teurgia prometeica” questo particolare clima culturale pre e post-rivoluzionario dei primi decenni del XX secolo dal quale sono sbocciati sia il cosmismo che il comunismo sovietico e che entrambi hanno contribuito in varia misura a plasmare. I rivoluzionari bolscevichi coltivavano una passione estrema per la scienza e la tecnologia tanto che, una parte di essi, finirà per investirle di quei valori mistici e salvifici un tempo appannaggio della metafisica. Questo desiderio di accorciare la distanza tra fisica e metafisica si riscontrerà anche nel periodo del primo comunismo prometeico. I valori salvifici che erano stati per secoli appannaggio di religione e magia divennero spesso cavallo di battaglia della nuova scienza e della nuova tecnologia sovietica. Il sincretismo fra fenomeni a un primo impatto opposti, culmine di un processo che ebbe inizio ben prima del 1917, portò alla nascita del cosiddetto “bolscevismo fortiano": la consueta idea del mondo comunista come ateo e imbevuto di cinica scientificità non risulta, dunque, del tutto vera. Per proseguire nell'analisi è fondamentale procedere attraverso la descrizione di alcune delle caratteristiche e correnti culturali principali, mescolantesi tra loro, che hanno contraddistinto l’ambiente prometeico di quel periodo, come l’immortalismo, l’occultismo, l’utopismo tecnico, i “costruttori di Dio”, e alcune singole personalità che, pur non rientrando tra i “cosmisti” sia per Svetlana Semёnova che per G.M. Young, parteciparono e furono attori significativi di quella specifica temperie culturale di “teurgia prometeica”, influenzata dal cosmismo, che caratterizzò anche in parte il comunismo sovietico, soprattutto nella sua prima fase post-rivoluzionaria: Andrej Platonov (1899-1951), Anatolij Lunačarskij (1875-1933) e Aleksandr Bogdanov (1873-1928).

### Gli immortalisti e l'occultismo
Il combattimento contro le condizioni che causano la morte e contro la morte stessa, per l'ottenimento della vita eterna sulla terra, è una delle caratteristiche principali dello spirito prometeico ed è qualificato come immortalismo scientifico. Il tema dell'immortalità, pur in diverse forme, aveva già prepotentemente segnato l'esperienza culturale prerivoluzionaria, nell'arte e nella letteratura, da Blok a Majakovskij, e si conservò a lungo anche nel periodo sovietico tanto che sono stati diversi i funzionari sovietici a dichiarare apertamente di sostenere l’immortalismo scientifico; l'uso della scienza sovietica non avrebbe permesso solo di prolungare indefinitamente la durata della vita umana ma anche, in futuro, di risuscitare i morti. Promotore della longevità illimitata fu il cosmista Vasilij Kuprevic (1897-1969), botanico e naturalista. Per lui la chiave del successo contro la morte risiedeva nella genetica, che avrebbe permesso di identificare e rimuovere i geni che la causavano permettendo all'uomo di raggiungere l'immortalità così da poter adempiere alla sua missione cosmica. Per queste sue ricerche innovative che lo portarono ad andare oltre i confini della scienza ufficiale, a spingersi in territori ignoti all’accademia – un’attitudine esplorativa ed anticonformista che contraddistinse tutti i cosiddetti “cosmisti scientifici” da Ciolkovskij a Vernadskij – Kuprevic fu accusato durante la sua vita di “pseudoscienza” e di misticismo.
Questa incrollabile fiducia nella scienza e questa speranza nelle sconfinate capacità dell'uomo che gli avrebbero permesso di raggiungere anche l'immortalità e la resurrezione dei corpi, furono ben colte e rappresentate da Andrej Platonov. Di modesta famiglia operaia, Andrej Platonovič Klimentov (questo il vero nome di Platonov) fu scrittore, autore di opere tra le più interessanti e vitali della letteratura sovietica anche se a partire dagli anni '30 entrò in contrasto con la censura staliniana. Con le sue opere fu partecipe e testimone critico del clima prometeico di quegli anni.
Interessante risulta il dialogo tratto da un suo romanzo, Kotlovan:
E la seguente citazione che rispecchia la sua particolare visione del mondo: «Bisogna amare l'universo che può essere e non quello che è. L'impossibile è il fidanzato dell'umanità e verso l'impossibile volano le nostre anime.»
La fede di Platonov nella tecnologia era stata davvero assoluta. Egli aveva studiato un metodo per radere al suolo le montagne del Pamir e lasciare il via libera ai caldi venti del Sud che avrebbero reso fertile il gelido suolo della tundra siberiana, calcolando anche la quantità di dinamite necessaria. Nel passo sulla resurrezione sopraccitato, tratto dal suo romanzo, è possibile notare l'influsso di quelle speranze escatologiche del credo leninista che aveva affermato: “La dottrina di Marx è onnipotente perché è vera".
Lo sviluppo di questa eccezionale fiducia nella scienza e nelle capacità dell'uomo non è da considerarsi privo di legami con la sfera esoterica ed occultista che aveva preso piede già nell'ultima epoca zarista, e di cui Rasputin non fu che la punta di un iceberg, e che si ritrova per esempio in artisti come Kandiskij, Belyj, Roerich, conoscitori delle teorie di Rudolf Steiner e di Helena Blavatsky. Questo interesse per la sfera esoterica ed occultista che, similmente a ciò che succedeva ai cosmisti in campo scientifico, spingeva ad inoltrarsi in territori e ricerche innovative, fuori dagli stretti canoni dell’ortodossia ufficiale, si riscontra anche nei cosiddetti “cosmisti religiosi”, da Vladimir Solov’ёv a Nikolaj Berdajev, e d'altra parte, anche in alcune personalità del partito bolscevico, e sarà una caratteristica culturale – insieme alle altre sopraccitate – che contraddistinguerà il clima complessivo della "teurgia prometeica".

### I costruttori di Dio e l'utopismo tecnico

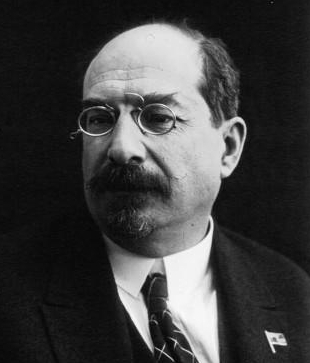
Anatolij Lunačarskij

Il movimento della “costruzione di Dio” (bogostroitel’stvo) rappresentò un punto di rottura nella storia del bolscevismo, fu il primo momento in cui una parte consistente del partito assunse caratteri dichiaratamente mistico-religiosi, procurandosi in tal modo la scomunica di Lenin. Era costituito da intellettuali marxisti e futuri funzionari sovietici, fra cui Anatolij Lunačarskij, Leonid Krasin e Maksim Gor’kij (il quale nel 1905, nel dramma I figli del sole, aveva scritto un inno all’immortalità e che conosceva Fëdorov di cui stimava l'orientamento all'azione) che identificarono e provarono a riorientare il carattere religioso e l’energia spirituale della rivoluzione russa. Il movimento si basava pertanto su una forte connotazione religiosa. Se tutta la tradizione materialista dichiarava che Dio è una costruzione dell’uomo, ebbene, per i “costruttori di Dio”, questo non voleva dire che Dio non esistesse, ma solo che andava, appunto, costruito. Il marxismo era l’ultima e la più grande delle religioni: mentre le fedi comparse fino a quel momento avevano dato vita a divinità imperfette, opprimenti e principalmente inesistenti, soltanto simboliche, con l’arrivo del marxismo era finalmente possibile costruire un Dio buono e funzionale. La costruzione doveva essere collettiva, solo l’umanità poteva e doveva farlo. Il rappresentante più insigne di quest'esperienza fu Anatolij Lunačarskij (1875-1933), primo commissario del popolo alla Pubblica istruzione dopo l'ottobre '17. Nella sua concezione, la religione è “l'insieme di quei sentimenti e di quelle idee che rendono l'uomo partecipe della vita dell'Umanità e ne fanno un anello della catena tesa verso la vetta del superuomo, verso un'esistenza magnifica e potente, verso un organismo perfetto in cui vita e ragione celebrano la loro vittoria sugli elementi naturali". L’errore che facevano alcuni bolscevichi, a detta Lunačarskij, stava nel tralasciare l’aspetto volontaristico ed entusiasta della filosofia marxista: non era possibile compiere grandi opere senza entusiasmo e la chiave dell’entusiasmo risiedeva nella religione. Nel 1907 scrisse che "il socialismo scientifico è la più religiosa di tutte le religioni e l'autentico socialista è il più religioso tra gli uomini". Questo perché il socialismo aveva dimostrato la realizzabilità scientifica delle promesse delle grandi religioni, a patto che gli esseri umani si unissero e lottassero insieme. 

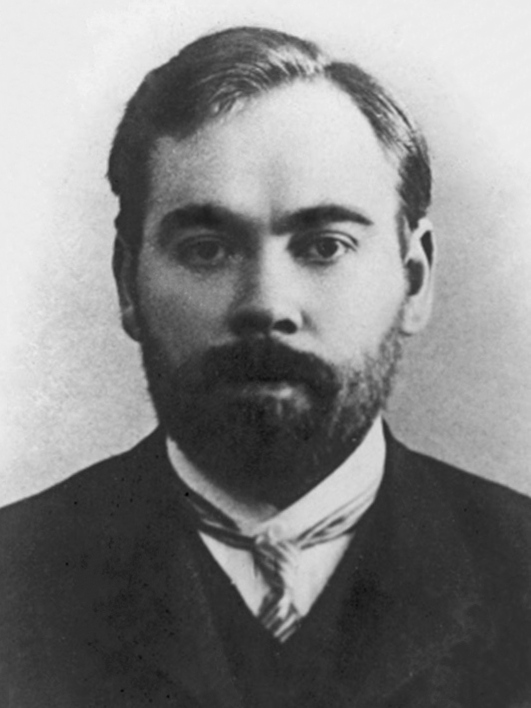
Aleksandr Bogdanov

A questo movimento, di cui non faceva parte, era stato vicino Aleksandr Bogdanov (1873-1928), considerato da Lenin – che poi lo sconfisse nella lotta politica – come “il cervello numero uno” del partito. Bogdanov è considerato come rappresentante della tendenza, all’interno della “teurgia prometeica”, dell’utopismo tecnico. All’attività in campo sociale e politico, Bogdanov affiancava quelle di medico, scienziato sperimentale e teorico dell’opposizione, nonché scrittore di racconti di fantascienza. Bogdanov fu probabilmente il più entusiasta sostenitore della figura di Satana come “Dio del proletariato”, profondamente convinto che il bolscevismo, una volta compiuta la Grande Rivoluzione, avrebbe sconfitto la morte. Scrisse numerosi romanzi fantascientifici, dei quali il più famoso è La stella rossa (1908), in cui narra la realizzazione del comunismo su Marte, sede di una società ideale, piena di meraviglie sociali e tecniche. Gli abitanti di Marte assumono però forme semi-demoniache, dall'aspetto ectoplasmatico e terrificante e sono descritti con una minuzia tale da far pensare a molti interpreti che l'autore fosse vittima di allucinazioni. Il sogno di una società egualitaria e onnipotente lo condusse all'idea secondo la quale il sangue di tutta l'umanità è un bene comune e deve essere ripartito tra tutti in dosi uguali. In questo gli umani avrebbero dovuto emulare i marziani del suo racconto, che immettendo il sangue nelle vene degli uni e degli altri riuscivano a vivere eternamente. Fondò a Mosca un Istituto per le trasfusioni del sangue con l'obiettivo di un'immortalità universale. Le continue trasfusioni lo portarono alla morte nel 1927. La sua opera filosofica più importante è la Tectologia (Scienza generale dell'organizzazione o scienza delle strutture), un insieme di saggi pubblicati in tre volumi dal 1912 al 1917, dove anticipò di molti anni alcuni aspetti della cibernetica, che fu utilizzata nell'elaborazione degli schemi matematici impiegati per la pianificazione economica dell'URSS negli anni venti, e dove emerge la sua visione della natura come un sistema di fenomeni complessi che è compito dell'uomo dominare.
Quello de La stella rossa non è tuttavia l'unico esempio di collegamento visionario fra astri e rivoluzione. Aleksandr Cizevsky (1897-1964), "cosmista scientifico" e artista, amico del padre della cosmonautica Konstantin Ciolkovskij, aveva ipotizzato che ogni aspetto dell'attività biologica terrestre fosse influenzato in modo determinante dall'attività delle macchie solari e delle radiazioni cosmiche; per queste sue ricerche eterodosse dovrà passare sedici anni nei gulag. In un simile scenario, dunque, non appare strano sentire affermare da un esimio bolscevico quale era Lev Trotsky, seppur probabilmente in modo ironico, che la nascita del Marxismo e i moti del 1848 erano anch'essi connessi alla scoperta di Nettuno. Trotsky non era cosmista, ma condivideva con il movimento la conoscenza di Fëdorov e un incrollabile fiducia nella forza del pensiero scientifico e anche, a quanto pare, una certa cultura nel campo dell'occultismo.

## La perestrojka e la fine del comunismo
Scrive Aleksandr Dugin, critico e filosofo conservatore russo, ostile al cosmismo, da lui considerato come un complotto ideologico occidentale contro la tradizione russa e come l'anima occulta della Rivoluzione d'ottobre:

## Eredità del cosmismo
L’eredità cosmista è ancora molto forte in Russia; all’interno dell’élite scientifica nazionale – soprattutto nel nocciolo duro dell’Agenzia Spaziale Russa – e nei giovani studenti e ricercatori è ancora molto forte e vivo il richiamo del cosmismo. Nella religione, nel pensiero e nella pratica ortodossa – in qualche modo rinata dopo il crollo dell’URSS – si ritrovano nuovamente mescolati insieme, in varia misura, le aspirazioni del cosmismo con gli afflati spirituali tipici dell’ortodossia russa. In generale, nel paese, dalla caduta del comunismo, si riscontra un proliferare di iniziative, pubblicazioni e conferenze sul cosmismo, sentito come un vanto nazionale di cui la Russia può andare fiera con il resto del mondo.
Lo stesso presidente Vladimir Putin ha ricordato l’importanza del pensiero di Vladimir Vernadskij per l’umanità intera, ordinando imponenti celebrazioni per il 150º anniversario della sua nascita. Il 12 aprile 2013 – in occasione dell’anniversario dell’impresa di Jurij Gagarin – ha proposto di intitolare a Ciolkovskij una città che sorgerà ex novo nei pressi del cosmodromo di Vostochnij.

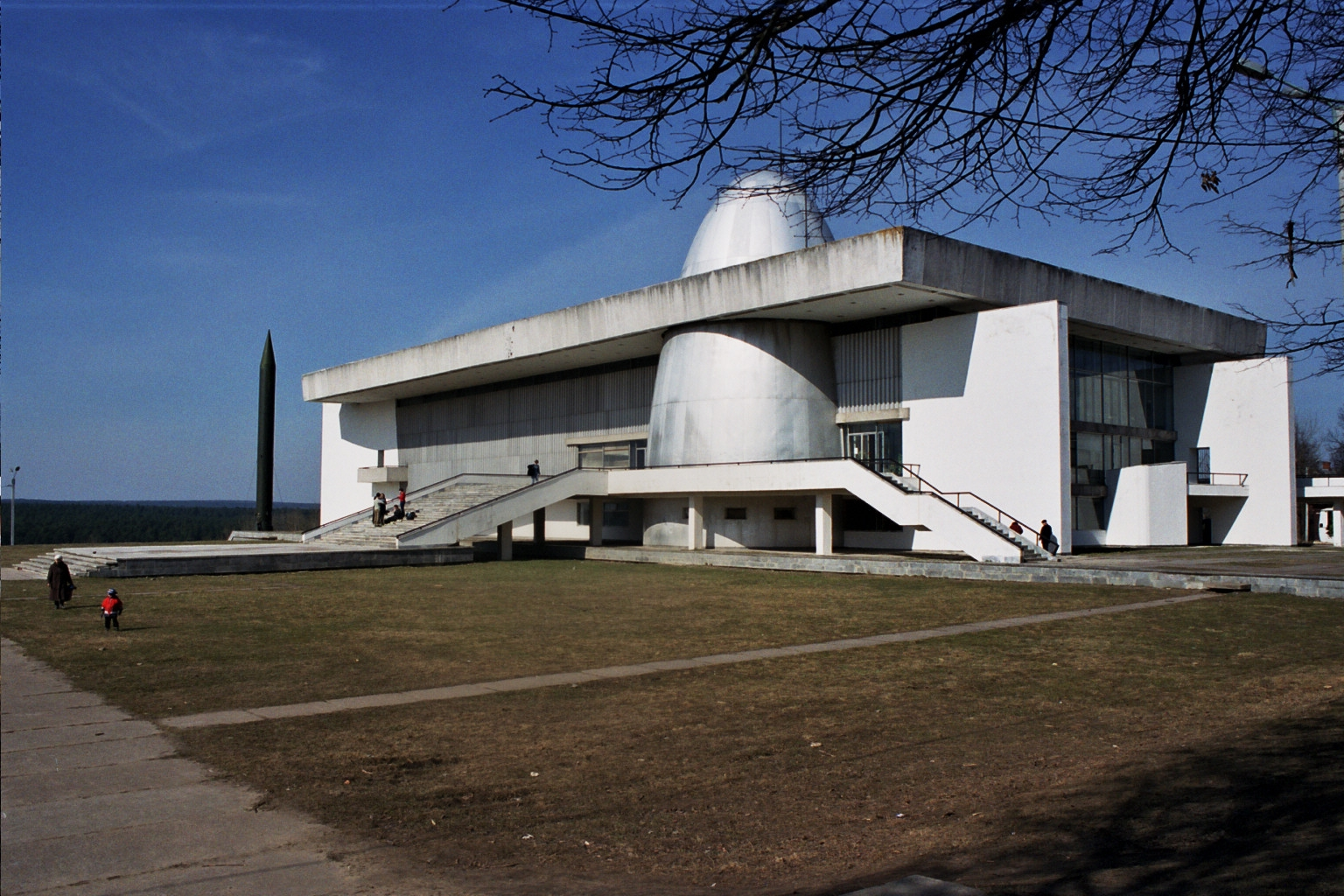
Il Museo Konstantin E. Ciolkovskij a Kaluga

Accanto ai musei e alle attività divulgative dedicate alle principali figure del cosmismo, in Russia esistono numerose correnti culturali che sono diretta gemmazione del cosmismo, dai transumanisti agli immortalisti, solo per citarne alcune. L’istituzione più importante per la diffusione del cosmismo è la Biblioteca del Museo N.F. Fëdorov, fondata nel 1993 e situata a Mosca. Il progetto di un museo dedicato a Fëdorov e ai suoi eredi intellettuali nacque negli anni ottanta del XX secolo su impulso di Svetlana Semёnova. Attualmente il museo è diretto dalla figlia Anastasija Gaceva. Insieme, madre e figlia hanno curato le opere complete di Fëdorov, composte in quattro volumi. Sempre nel 1993, il libro “Cosmismo russo” a cura di Semёnova e Gaceva ha definito il cosmismo e i temi condivisi che lo rendono un movimento e un campo di studi.
Attività simili a quelle del Museo N.F. Fëdorov di Mosca, seppure su scala più piccola, sono condotte da centri cosmisti a San Pietroburgo, Voronez, Kiev, Astana e altrove, tuttavia il più attivo sembra essere il Museo Konstantin E. Ciolkovskij a Kaluga.
Un interessante documentario è stato realizzato recentemente dal britannico George Carey, che è andato in Russia per rintracciare l’eredità dei cosmisti e del cosmismo; s’intitola ‘Bussando alle porte del cielo’.